# Catacomba di San Valentino
La catacomba di San Valentino è una catacomba di Roma, posta al secondo miglio della via Flaminia, oggi in viale Maresciallo Pilsudski, nel moderno quartiere Pinciano.

## Storia
Antonio Bosio, il grande archeologo e appassionato di antichità vissuto fra XVI e XVII secolo, fu il primo a entrare nella catacomba di san Valentino, nel livello superiore, oggi non più visibile. Il primo archeologo invece a scavare e a riportare alla luce i resti dell'antica catacomba fu Orazio Marucchi (1852-1931): nel 1878, alla ricerca del cimitero, egli entrò per caso in una cantina, ai piedi della collina dei Parioli, e si accorse che in realtà si trattava di un ambiente funerario ricoperto di pitture, benché molto rovinate a causa dell'adattamento dell'ambiente ad uso agricolo. Fu lo stesso Marucchi poi a scoprire i resti della basilica esterna dedicata al santo. Nuove campagne di scavi e di studi furono intraprese nel 1949 da Bruno Maria Apollonj Ghetti.
Questi scavi hanno permesso di appurare che il martire Valentino non fu sepolto nella catacomba, ma direttamente in una fossa terragna al suo esterno: è su questa tomba subdiale che papa Giulio I (336-352) fece costruire una prima struttura basilicale, trasformata ed ampliata dai papi Onorio I (625-638) e Teodoro I (642-649), ulteriormente restaurata nei secoli successivi fino agli ultimi lavori fatti eseguire da papa Niccolò II a metà dell'XI secolo. A questo secolo risale anche la testimonianza di un monastero accanto alla basilica. La basilica esisteva ancora nel XIII secolo, e alcune vestigia erano visibili al tempo del Bosio (nel 1594).
È stato anche appurato che nel corso del VI secolo, tra la basilica e la catacomba, sorse una necropoli all'aperto, costituita da mausolei, tombe e sarcofagi.
Oggi della catacomba, originariamente disposta su tre livelli, non resta quasi più niente, soprattutto a causa dell'alluvione e della frana che coinvolse la zona nel 1986 e che ha reso inaccessibili la maggior parte delle gallerie. Gli unici manufatti di un certo rilievo sono la basilica esterna e l'ambulacro scoperto dal Marucchi nel 1878 e posizionato all'ingresso della catacomba.

## Il martire
Un vivace dibattito si è sviluppato tra gli studiosi e gli archeologi nel corso del XX secolo sulla figura di san Valentino: infatti alla data del 14 febbraio si ricordano due santi martiri con lo stesso nome, il prete Valentino di Roma ed il vescovo Valentino di Terni. Le posizioni degli studiosi si possono riassumere in tre.
1. La prima soluzione al problema dei due martiri omonimi è quella classica, sostenuta dalla maggioranza fino a qualche decennio fa: ossia che i due santi sono due persone distinte. Il Valentino di Roma era un presbitero che subì il martirio il 14 febbraio durante l'impero di Gallieno (253-268) e che fu sepolto da una cristiana di nome Sabinilla in un terreno di sua proprietà ai piedi dell'attuale collina dei Parioli. Queste indicazioni topografiche sono confermate dal Cronografo del 354, redatto da Furio Dionisio Filocalo, che rappresenta la più antica menzione del martire Valentino: qui infatti si dice che papa Giulio I costruì una basilica “quae appellatur Valentini” (che chiamano di Valentino). Inoltre la presenza di un Valentino a Roma è attestata anche dalla scoperta, nella basilica ai piedi dei Parioli, di frammenti del carme con cui papa Damaso aveva onorato la figura del martire.
2. Negli anni sessanta del secolo scorso, lo studioso francescano Agostino Amore, partendo proprio dalla menzione del Cronografo del Filocalo, sostenne l'ipotesi secondo la quale un martire Valentino di Roma non sia mai esistito.[1] Secondo la sua indagine, Valentino è il nome di colui che finanziò la costruzione della basilica esterna sotto il pontificato di papa Giulio I verso la metà del IV secolo e che, proprio per questa sua donazione, si meritò l'appellativo di santo nel corso del VI secolo: a conferma della sua tesi, l'Amore riporta documenti di un sinodo romano del 595 dove ogni chiesa titolare di Roma è preceduta dalla parola “santo”, mentre in un analogo documento di un sinodo del 499 non appare mai l'espressione sanctus davanti al nome delle chiese romane titolari. In conclusione, per Valentino si riproporrebbe la stessa situazione riscontrabile per altri antichi titoli romani, come quelli di santa Cecilia, santa Prassede o santa Pudenziana.
3. Negli ultimi decenni è stata proposta una nuova interpretazione sull'esistenza dei due martiri omonimi, avanzata dallo studioso Vincenzo Fiocchi Nicolai, secondo il quale il Valentino sacerdote di Roma e il vescovo di Terni sarebbero la stessa persona.[2] Infatti Fiocchi Nicolai suggerisce l'esistenza di un solo Valentino, un sacerdote di Terni che venne a Roma e qui fu martirizzato e sepolto: in seguito il suo culto si diffuse fino a raggiungere la sua città natale, ove trovò un nuovo impulso “sotto spoglie più prestigiose” (De Santis). Si è operata dunque una specie di sdoppiamento della figura del martire, reso più importante dai suoi concittadini con la sua elevazione al rango di episcopus.

Questa ultima interpretazione di Fiocchi Nicolai è stata confermata e approfondita in un convegno tenutosi a Terni nei giorni 9-11 dicembre 2010, i cui Atti sono stati pubblicati in "San Valentino e il suo culto tra medioevo ed età contemporanea: uno status quaestionis", Spoleto, CISAM, 2012. In tale occasione lo studioso Edoardo D'Angelo avanzò l'ipotesi, tratta dallo studio filologico della Passio, che il vescovo ternano subì il martirio addirittura in età postcostantiniana ad opera del praefectus Urbis, Furiosus Placidus, rappresentante di quella casta senatoria ancora legata all'antica religione dei padri.

## Descrizione
L'antica basilica di san Valentino è a tre navate. Sono state riportate alla luce due absidi, una più antica e l'altra più recente, dovute a due momenti diversi di edificazione della struttura. Vi sono poi elementi di una cripta sottostante, dovuta probabilmente a lavori fatti eseguire da papa Leone III (VIII-IX secolo), rivestita di marmi di cui alcuni frammenti ancora in loco.
Come detto, della catacomba l'unico ambiente di un certo rilievo e attualmente visitabile, è l'ambulacro scoperto dal Marucchi nel XIX secolo e trasformato in cantina. Questo ambiente fu visitato da Antonio Bosio e al suo tempo esso era ancora integro: perciò in base ai disegni che fece realizzare ci è possibile oggi leggere i resti di affreschi che vi si trovano. In base alla fattura e alla tipologia, essi sono databili tra VII secolo ed inizi dell'VIII. Si distingue in particolare una serie di affreschi legati ad episodi della vita della madre di Gesù tratti dai vangeli apocrifi; e l'affresco di un crocifisso, esempio rarissimo in una catacomba.